# Active Format Description
En la tecnología de televisión, el término Active Format Description (Descripción de Formato Activo) o AFD indica un conjunto de códigos que se pueden insertar en un flujo MPEG o una señal transmitida por una interfaz SDI. Estos códigos indican información de vídeo, principalmente en la relación de aspecto de las imágenes. El AFD  permite transmitir programas en cualquier formato, tanto en 4:3 como en 16:9, en el mismo canal, permitiendo al decodificador o receptor adaptar o convertir las imágenes transmitidas.
Los códigos AFD estándar permiten identificar no solo la relación de aspecto, sino también el "área protegida" dentro del video activo, es decir, el área (típicamente el 90% de la imagen) fuera de la cual el contenido visible se puede cortar sin comprometer la comprensión de la historia o la legibilidad de los títulos.
A veces, el acrónimo AFD se amplía incorrectamente como "Active Format Descriptor" en lugar de Active Format Description. De hecho, no hay acrónimo para este término, que tiene un significado muy específico en el protocolo ISO/IEC 13818-1 del Moving Picture Experts Group.

## AFD y formato MPEG
Los códigos AFD no forman parte del estándar MPEG :son una extensión de la transmisión digital, y posteriormente han sido adoptados con algunas modificaciones por el ATSC. SMPTE adoptó posteriormente los códigos AFD para su uso con la interfaz SDI como estándar SMPTE 2016-1-2007, " Formato para la Descripción del Formato Activo y los Datos de Barra ".
A menudo se utilizan códigos AFSS para generar flujo WSS, aunque no es estrictamente necesario.
El control de la relación de aspecto de la señal de transmisión es más preciso utilizando la codificación AFD, ya que los flujos MPEG solo pueden ser informados al principio de cada grupo de imágenes (GOP), es decir, típicos cada 12 cuadros.
Los datos AFD se transmiten en la capa de vídeo de un flujo MPEG (documento ISO/IEC 13818-2). En una señal de video digital, se transmiten en la línea 11.

## Uso práctico
Una señal 16:9 puede ser transmitida con el AFD 8 o 10, que identifica toda la trama como un video activo que no debe ser recortado. En un televisor 4:3 esta señal se mostrará como un buzón de 4:3 para permitir una vista completa. Otra señal, siempre a 16:9, puede tener el AFD 15, lo que indica que la parte importante del video se mantiene en la zona central, y luego el monitor puede cortar las áreas laterales de la imagen.

## Lista completa de los códigos AFD
Valores según el protocolo ETSI TS 101 154 V1.7.1 Anexo B, ATSC A/53 Parte 4 y SMPTE 2016-1-2007
| 0   | ESTI:reservado; ATSC:no definido |
| 1   | reservado |
| 2   | ETSI:imagen activa 16:9 (alineada con el borde superior); ATSC:"no recomendado" |
| 3   | ETSI:imagen activa 14:9 (alineada con el borde superior); ATSC:"no recomendado" |
| 4   | ETSI:cuadro> 16:9 (centrado):imagen más amplia del vídeo activo en 16:9. La relación de aspecto de la fuente es desconocida, y el tamaño de las bandas horizontales no está indicado. ATSC:La extensión de ancho de banda debe ser transmitida cuando se utiliza este código. |
| 5-7 | reservado |
| 8   | Pantalla completa 16:9 |
| 9   | 4:3 Pillarbox |
| 10  | 16:9 a pantalla completa. El recorte de bordes no está permitido. Este código AFD se ha añadido a la norma para identificar explícitamente el contenido que no se debe cortar. En la práctica, este código es idéntico al número 8.                                           |
| 11  | 14:9 Pillarbox |
| 12  | no usado |
| 13  | 4:3 con área protegida a 14:9. La norma no define el término "área protegida", que indica un área que se puede cortar sin perder información importante. |
| 14  | 16:9 con área protegida a 14:9. En este caso, se pueden cortar bandas laterales con respecto a la zona exterior de 14:9. |
| 15  | 16:9 con área protegida en 4:3. En este caso, las bandas laterales con respecto a la zona exterior de 4:3 pueden cortarse. |

## Formatos en uso en el pasado y en la actualidad
| Relación de aspecto (DAR) | descripción | Formato                   | Conocido como |
| ------------------------- | --- | ------------------------- | ------------- |
| 1,17:1                    | Movieton, utilizado en las primeras películas sonoras de 35 mm a finales de la década de 1920, especialmente en Europa. La banda sonora óptica se colocó al lado del marco 1.33, reduciendo su anchura. Academy Aperture definió la relación de 1,37 bajando la altura del marco. El mejor ejemplo de este formato son las primeras bandas sonoras de Fritz Lang :Monstruo de M - Dusseldorf y Voluntad del Dr. Mabuse. El formato de este cuadro es muy similar al que se utiliza hoy en día para la fotografía anamórfica. | Movieton                  |               |
| 1,25:1                    | El sistema de televisión inglesa de 405 líneas usó este factor de aspecto desde su introducción hasta 1950, cuando fue modificado en el más común 1.33. | UK-405                    |               |
| 1,33:1                    | El formato original de cine mudo en 35 mm, comúnmente utilizado para producciones de televisión, donde es más conocido como 4:3. También es uno de los estándares para la compresión MPEG-2. | Cine mudo PC-Monitor iPad | 4:3           |
| 1,37:1                    | Academy Aperture: Formato de película de 35 mm, formato oficial adoptado por AMPAS y utilizado entre 1932 y 1953. Fue utilizado hasta hace algún tiempo para las producciones modernas, y es también el estándar para 16 milímetros | Academy Aperture          |               |
| 1,43:1                    | Formato IMAX. Las producciones IMAX usan película de 70 mm, que, a diferencia de las cámaras de película convencionales de 70 mm, se desliza horizontalmente para tener una mayor área del negativo. | IMAX                      |               |
| 1.5:1                     | Relación de aspecto utilizado para la fotografía en 35 mm, con un marco de 24 mm × 36 mm | 24×36                     | 3:2           |
| 1,56:1                    | También llamado 14:9, se utiliza a menudo para producir anuncios como un formato de compromiso entre 4:3 y 16:9. Las imágenes resultantes se pueden utilizar tanto en televisores tradicionales como en televisores de pantalla ancha, con efectos de buzón o minimizados. |                           | 14:9          |
| 1,66:1                    | También conocido como European Flat, era una película panorámica europea estándar, con una película nativa de Super 16 mm (5:3/15:9, a veces expresada como "1,67") y utilizada por primera vez por Paramount. En Italia se utilizó a menudo para la ficción filmada antes de 2001 y para algunas películas. Para los productos actuales en este formato, se aplica un cultivo ligero para llevar el master a 1,77:1 (en el caso de emisión en TV), a 1,85:1 (en el caso de la post-restauración para película de DVD) o simplemente agregando dos bandas negras a los lados izquierdo y derecho, mediante la creación de un pillarbox y mostrar correctamente el conjunto en 16:9. | European Flat Super 16    |               |
| 1,75:1                    | Una pantalla panorámica experimental de 35 mm, utilizada por el Metro-Goldwyn-Mayer y posteriormente abandonada. | Pantalla Panorámica M-G-M |               |
| 1,78:1                    | Formato estándar para video de alta definición, comúnmente llamado 16:9. Es uno de los tres formatos para la compresión de vídeo MPEG-2. | D2-MAC iPhone             | 16:9          |
| 1,85:1                    | Conocido como Academy Flat, es un formato panorámico estándar para las producciones cinematográficas estadounidenses y británicas, mientras que en la actualidad es una moda internacional. Fue utilizado por primera vez por Universal-International en 1953. El marco utiliza aproximadamente 3 a 4 perforaciones de película. Hay técnicas que le permiten disparar en un paso de tres perforaciones para ahorrar película. (Ultra 16) | Academy Flat Ultra 16     |               |
| 2,00:1                    | Formato original del SuperScope y del último Univisium. |                           |               |
| 2,06:1                    | Formato Infinity de Samsung Galaxy S8 y S8+ | Galaxy S8                 | 18.5:9        |
| 2,20:1                    | Standard 70 mm, desarrollado por primera vez por Todd-AO en la década de 1950. Formato 2.21:1 especificado para MPEG-2 pero no se utiliza. |                           |               |
| 2,33:1                    | Formato de Pantalla panorámica, pantallas de cine | Pantalla panorámica       | 21:9          |
| 2,35:1                    | Anamórfico 35 mm relación de aspecto de 1957 a 1970, utilizado en CinemaScope y en los primeros años del formato Panavision anamórfico. El estándar anamórfico ha sido ligeramente modificado de modo que las producciones modernas tienen una relación de aspecto de 2.39, aunque generalmente se llaman también 2.35 por tradición. (Tener en cuenta que este formato obtiene una compresión de imagen óptica horizontal y llena completamente la altura del marco de 4 perforaciones, pero tiene la mayor relación de aspecto). |                           |               |
| 2,39:1                    | Formato Anamórfico relación de aspecto de 35 mm después de 1970, a veces redondeado a 2,40:1. A menudo llamado comercialmente formato Panavision. | Panavision                |               |
| 2,55:1                    | Formato original del CinemaScope antes de añadir la pista de audio óptica. También fue el formato del CinemaScope 55. | CinemaScope               |               |
| 2,59:1                    | Formato Cinerama a toda la altura (tres imágenes de 35 mm proyectadas lado a lado en una pantalla panorámica curvada de 146°). |                           |               |
| 2,66:1                    | Formato Anamorfoscopio o Hypergonar y ex-CinemaScope, patentado por el francés Henri Chrétien en 1927 . Un objetivo anamórfico como los utilizados para CinemaScope podía crear una imagen con esta relación de aspecto. |                           |               |
| 2,76:1                    | Formato Ultra Panavision o MGM Camera 65 (65 mm con compresión anamórfica 1,25 ×). Utilizado solo para algunas películas entre 1956 y 1964, incluyendo El árbol de la vida (1957) y Ben-Hur (1959). | Ultra Panavision          |               |
| 4,00:1                    | Relación de aspecto de Polyvision (tres imágenes en 35 mm con una proporción de 4:3 proyectadas lado a lado). Utilizado solamente por Abel Gance para Napoleon (1927). Fue la relación de aspecto del formato Magirama, inventado en 1956 por el propio Gance, que también utilizó espejos. | Polyvision                | 16:4          |